# ديفيد بيرغ (لاعب كرة قاعدة)
ديفيد بيرغ (بالإنجليزية: David Berg)‏ هو لاعب كرة قاعدة أمريكي، ولد في 28 مارس 1993 في غليندورا في الولايات المتحدة.

## وصلات خارجية
- ديفيد بيرغ على موقعبيزبول رفرنس.كوم (الدوري الثانوي) (الإنجليزية)